# Marie-Prosper de Bonfils
Pour les articles homonymes, voir Bonfils.
Marie-Prosper Adolphe « de » Bonfils, né le 5 avril 1841 à Cherbourg, et mort le 2 juin 1912 au Mans, est un homme d'Église français. Il est évêque du Mans de 1898 à 1912.

## Biographie
Marie-Prosper descend de la famille Bonfils, une famille bourgeoise originaire du Calvados. Il est le fils de César-Amédée Bonfils (né en 1804) et de sa femme Joséphine-Louise-Constance Dubost.
Il est curé de paroisses parisiennes et de Saint-Roch en 1896. Il est nommé évêque du Mans par décret du président de la République le 22 mars 1898 et sacré le 29 juin de la même année. Il prend possession du siège épiscopal le 11 juillet suivant et le conserve jusqu'à sa mort.

## Succession apostolique
Marie-Prosper de Bonfils a ordonné les évêques suivants :
- Cardinal Louis-Ernest Dubois (1901)
- Archevêque Alfred-Jules Mélisson (1907)
- Archevêque Marie-Augustin-Olivier de Durfort de Civrac de Lorge (1911)

## Armes
De gueules à la patte d'ours d'or onglée de sable en barre, au chef cousu d'azur chargé de trois fleurs de lys d'or.

## Sceau
À relief ; ellipse ; écu forme bouclier, aux armes, surmonté de la couronne comtale que traverse la crosse, au bas de laquelle s'enroule la devise : Filii Dei nominemur et simus.